# Ció Abellí Grau
Ció Abellí i Grau (Girona, 1963) escultora catalana, llicenciada en Belles Arts per la Universitat de Barcelona, especialitat d'escultura.

## Biografia
Es va iniciar en el dibuix de gran format de la ma de Josep Perpiñá. Llicenciada en Belles Arts, especialitat d'escultura, a la Facultat de Belles Arts Sant Jordi, (UB). Va ser alumna de l'escultor Ricard Sala i Olivella.
La seva obra, de caràcter principalment figuratiu, combina el treball en bronze amb altres tècniques com el dibuix i la pintura. Ha desenvolupat una trajectòria artística activa des dels anys vuitanta, amb exposicions individuals i col·lectives a Catalunya, Andorra i França i diverses peces d'art públic instal·lades a Catalunya i les Illes Balears.
En una primera etapa, la seva obra presenta una temàtica principalment femenina, amb referències als mites clàssics, i cerca un equilibri entre el volum escultòric i les emocions que transmet cada peça. La seva obra inclou escultura en bronze i resina, dibuix en tècnica mixta i pintura. Ha compaginat la creació artística amb encàrrecs públics i institucionals, i ha participat en nombroses exposicions col·lectives.
Va exercir com a professora de dibuix, pintura i escultura a les escoles municipals d'art de Llagostera, Cassà de la Selva i Celrà i a l'escola Riudart, de Riudellots de la Selva durant deu anys.
Durant els anys vuitanta i noranta, va centrar la seva activitat en l'escultura de petit i mitjà format, destinada principalment a l'exhibició en galeries d'art. L'origen de les peces és gairebé sempre el modelatge en argila o escaiola, materials que posteriorment són emmotllats i fets en bronze mitjançant la tècnica de la cera perduda, un procés en el què l'escultora hi intervé directament.

## Obra pública
A partir de la dècada de 1990, va començar a realitzar escultura pública de gran format. La seva relació amb la prestigiosa Foneria Barberí li permet treballar estretament al seu taller, on es creen in situ moltes de les seves obres. També utilitza altres materials, com el ferro colat i la resina, especialment en les escultures destinades a l'espai públic, de les que en destaquem algunes:
L'any 1994 realitza l'escultura Atleta, de mida real, situada a l'entrada de l'estadi d'atletisme del GEiEG, a Girona. L'any 1998 crea una de les obres més emblemàtiques de la seva carrera, l'escultura homenatge a Ava Gardner, situada a Tossa de Mar. El 2003 realitza la Pagesa de Gavà, monument dedicat a la pagesia d'aquesta ciutat, especialitzada en el conreu d'espàrrecs. El 2004 inaugura a Figueres l'escultura en homenatge al pintor Ramon Reig, en motiu del centenari del seu naixement.
El 2006 du a terme el conjunt escultòric Escultures per la Pau, instal·lat sobre un antic refugi antiaeri de la Guerra Civil, a Roses, format per peces de bronze i ferro. El 2007 inaugura la seva tretzena escultura pública, Els Nens de Sils, situada en aquesta població. Dins el mateix any realitza l'obra De Cor a Cor, dedicada als donants de sang i situada a Fornells de la Selva.
El 2012 crea una escultura de gran format, Afició, amb quatre figures humanes,  dedicada a l'afició del RCD Espanyol i situada a l'entrada del seu estadi. L'any 2015 realitza Solidaritat, escultura dedicada a Neus Català, realitzada amb motiu del seu centenari, a iniciativa del poble dels Guiamets. El 2016 realitza una altra de les seves obres emblemàtiques, els Hippies, situada al passeig d'Eivissa, en homenatge al col·lectiu que va marcar una època a l'illa. L'any 2018, crea Sa Peixatera, escultura encarregada per l'Ajuntament de Tossa de Mar en homenatge a les peixateres, dones dels pescadors, que venien el peix a la llotja.
L'any 2021 realitza, per a Caldes de Malavella, l'obra La Dona d'Aigua, feta amb resina i pols de marbre. L'any 2022, passada la pandèmia, crea l'obra Homenatge als Professionals Sanitaris, ubicada a l'Hospital Comarcal de Calella de la Costa.

## Galeria d'imatges

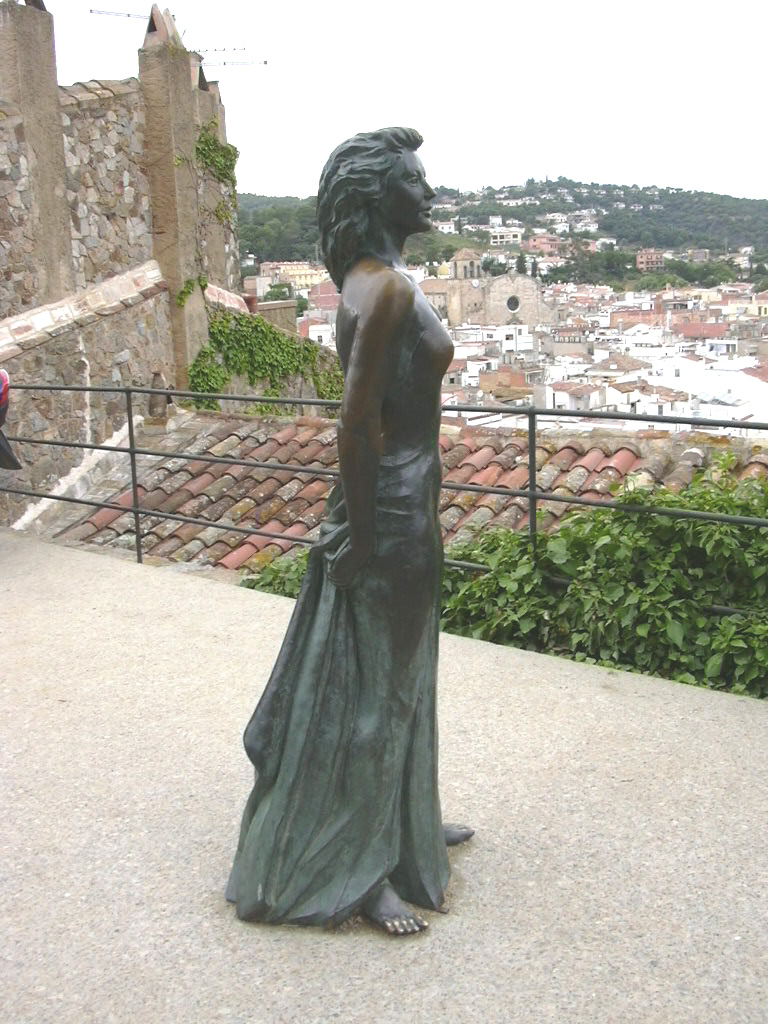
Ava Gardner Tossa de Mar
Ramon Reig, Figueres
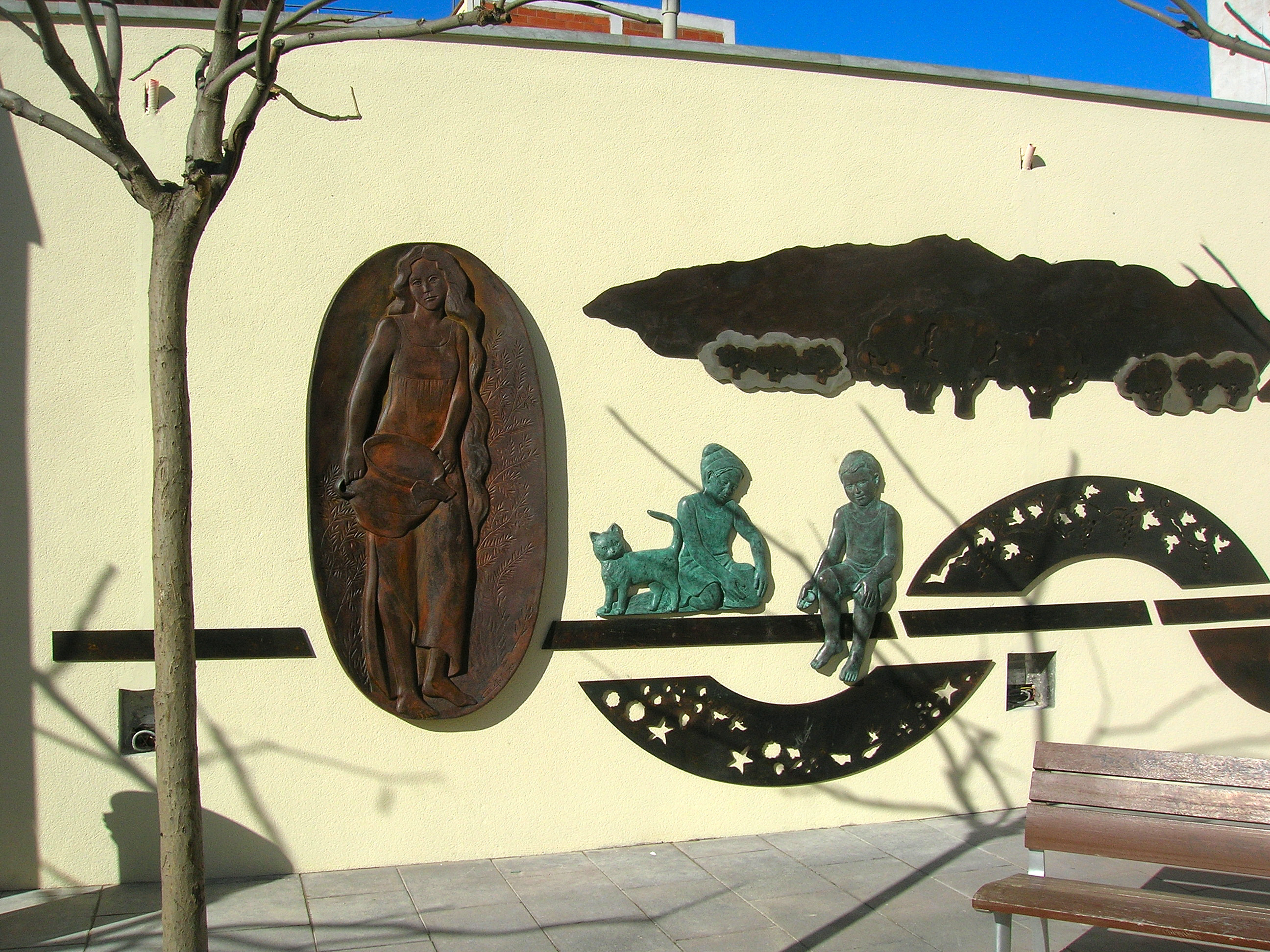
Escultures per la Pau, Roses
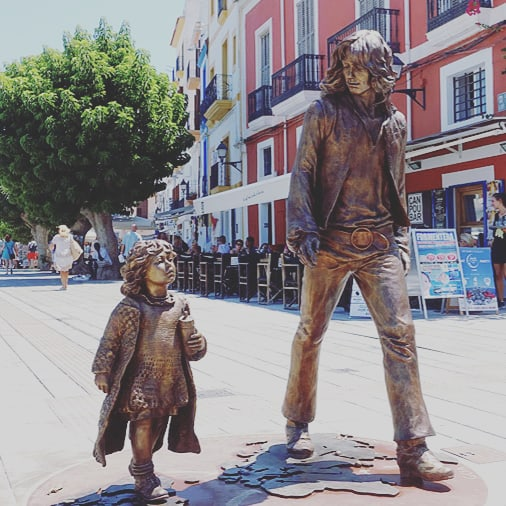
Hippies, Eivissa
Dona d'aigua, Caldes de Malavella